# Oleg de Wijze
Vorst Oleg de Wijze (Oudnoords: Helgi; Cyrillisch: Олег; Oudrussisch: Ѡлегъ) uit het geslacht der Ruriken was de Varangische heerser (knjaz) die rond 880 het Kievse Rijk zou hebben gesticht. Men vermoedt dat hij heerste van tot 912.

## Overlevering
Er zijn geen bronnen uit de tijd van Oleg bewaard gebleven. Laatmiddeleeuwse kopieën van Oudoostslavische kronieken geschreven in de 11e en 12e eeuw geven een onduidelijk en verwarrend beeld van wie Oleg zou zijn geweest, waarbij feit en fictie met elkaar zijn verweven.
Zijn "familielid" Rurik vertrouwde Oleg in 879 de zorg toe over het domein toe dat Rurik en zijn broers zouden hebben gesticht rondom het meer van Ladoga. Tevens trad Oleg op als een soort regent van Ruriks "zoon" Igor. Oleg vergrootte zijn macht richting de Dnjepr en uiteindelijk veroverde hij Kiev op de mede-Vikingen Askold en Dir, waar hij een nieuw rijk stichtte. 
De kronieken vertellen dat Oleg verschillende veldtochten hield tegen naburige nederzettingen en stammen, die vaak tribuut betaalden aan de Chazaren. Oleg maakte hem voortaan schatplichtig aan Kiev.
Vanuit Kiev kon hij in 911 Constantinopel aanvallen, wat uiteindelijk zou hebben geleid tot een handelsverdrag waar beide partijen voordeel bij haalden. De vermeende tekst van dit verdrag is voor een gedeelte terug te vinden in de Nestorkroniek. De authenticiteit van deze tekst wordt echter betwist, omdat er nooit een Byzantijns exemplaar in het Grieks is teruggevonden.
Waarschijnlijk stierf Oleg in 912.
Zowel Staraja Ladoga als Kiev hebben een grafheuvel waarin Oleg zou zijn begraven.